# 유기흥
유기흥(劉基興, 1947년 10월 11일 ~ )은 대한민국의 전 축구 선수이자 전 감독이다.

## 선수 경력
선수 시절 1974년 FIFA 월드컵 아시아·오세아니아 지역 예선에서 활약한 적 있으나 팀은 결선 라운드 플레이오프에서 호주에 밀려 본선에 진출하지 못했고 이듬해에 열린 1974년 아시안 게임에도 출전했지만 준결승 리그에서 1무 2패·A조 최하위라는 처참한 성적에 그치며 메달권 밖으로 밀려났으며 이후 선수 생활을 마감했다.

## 지도자 경력
지도자의 길로 들어서기 시작한 이래 1981년부터 1987년까지 거제고등학교, 1989년부터 1997년까지 인천대학교의 감독을 맡기도 했다.
그리고 1992년 머라이언컵에서 대한민국 B팀을 우승으로 이끌었고 이후 1994년 FIFA 월드컵 아시아 지역 예선에서 대한민국 A대표팀의 코치직을 수행하며 도하의 기적을 이끌어냈으나 지역 예선이 끝난 후 사임하였다.
이후 대한민국 여자 축구 대표팀의 사령탑을 맡아 1999년 AFC 여자 아시안컵 4경기에서 3승 1패·B조 2위의 호성적을 냈음에도 불구하고 강호 중국에 밀려 결국 4강 진출에 실패하고 말았다.
그 뒤 네팔 축구 대표팀의 감독으로 1998년 아시안 게임과 2003년 SAFF 챔피언십에 출전하여 팀을 이끌었고 이 가운데 부탄과의 2003년 SAFF 챔피언십 B조 조별리그 2차전에서 네팔의 2-0 승리를 지휘했으며 2002년 5월 부탄 축구 국가대표팀을 맡고 있던 강병찬 감독이 암투병 끝에 사망하자 그 자리를 메우기 위해 잠시 감독직을 맡아 '부탄의 히딩크' , '부탄 축구의 전도사'라는 찬사를 얻었다.
이후 2014년 K3리그 서울 노원 유나이티드의 제8대 감독으로 선임되었으나 2014 시즌에서 전체 18개팀 가운데 14위에 그치는 부진한 성적을 거두면서 2014 시즌 종료 후 서울 노원 유나이티드 감독직에서 물러났다.
| 전임 김창겸 | 제8대 서울 유나이티드 FC 감독 2014 | 후임 최상국 |